# Zakres pomiarowy
Zakres pomiarowy określa graniczne górne i dolne wartości, dla których dany miernik lub urządzenie pomiarowe działa poprawnie. Dokładność pomiarowa danego urządzenia jest zagwarantowana dla całego zakresu pomiarowego (przy czym nie musi być ona w całym zakresie jednakowa).
Obecnie urządzenia pomiarowe posiadają zazwyczaj kilka przełączalnych zakresów pomiarowych, często przełączanych automatycznie w przypadku urządzeń cyfrowych.
Zazwyczaj dokładność pomiarowa na krańcach zakresu jest niższa niż w jego środku. Dla urządzeń analogowych czułość jak i dokładność pomiarowa urządzenia jest zazwyczaj niższa w dolnej części zakresu pomiarowego.
Część przyrządów pomiarowych ma ustalony (i podany w jego danych technicznych) punkt pomiarowy (lub punkty pomiarowe), w którym został on fabrycznie wykalibrowany (bądź w którym zaleca się jego okresową kalibrację przez użytkownika) i w tym punkcie ma on zwykle najlepsze parametry pomiarowe.  
Zakres pomiarowy narzędzia pomiarowego - zakres wartości wielkości mierzonej (albo 
innych wielkości wyznaczających wielkość  mierzoną), dla których narzędzie pomiarowe może być 
stosowane z błędem nie przekraczającym dopuszczalnych granic, bez szkody dla wytrzymałości 
trwałości narzędzia i bez naruszenia warunków bezpieczeństwa. Wyróżnia się dolną i górną 
granicę zakresu pomiarowego. Zastrzeżenie co do wytrzymałości i zachowania warunków 
bezpieczeństwa dotyczy sygnałów  pomiarowych, które są nośnikami energii. Na przykład nie 
można mierzyć ciśnienia rzędu dziesiątek megapaskali manometrem przeznaczonym do pomiaru ciśnienia rzędu kilkudziesięciu paskali. Przyrządy działający w oparciu o sygnał elektryczny najczęściej są wielozakresowe. Wówczas jako zakres przyrządu traktuje się zakres największy.